# Jürgen Lorenz (Fußballspieler)
Jürgen Lorenz (* 11. Mai 1993 in Tartu) ist ein estnischer Fußballspieler auf der Abwehrspielerposition.

## Karriere
Im Alter von neun Jahren trat Lorenz, der deutsch-baltischer Herkunft ist, dem SK 10 Premium Tartu bei. Dort spielte er bis zum Jahr 2007, bevor er zum JK Maag Tammeka Tartu kam. Im Jahr 2008 änderte der Verein den Namen in JK Tammeka Tartu. In Tartu spielte Lorenz jeweils in den Junioren Eliteligen der U-17 und U-19. Im Jahr 2010 kam er auch zu ersten Einsätzen in der Zweiten Mannschaft in der II. Liiga, der dritthöchsten Spielklasse. In der folgenden Saison 2011 konnte er mit dem Reserve Team in die Esiliiga aufsteigen. Im Oktober desselben Jahres wurde Lorenz erstmals von Marko Kristal Trainer der ersten Mannschaft in deren Kader für das Saisonspiel gegen den FC Flora Tallinn genommen, dort saß Lorenz allerdings über die gesamte Spieldauer auf der Ersatzbank. Sein Debüt in der Meistriliiga gab er in der Spielzeit 2012 als er im Spiel gegen JK Kalev Sillamäe in der 66. Spielminute für Kaspar Kaldoja eingewechselt wurde.